# زبان هالبی
زبان هالبی زبانی هندوآریایی است، زبانشناسان بیشتر هالبی را گویشی از زبان اوریه می‌شمرند. ساختار این زبان به صورت فاعل مفعول فعل است. وندها کاربرد گسترده‌ای در این زبان دارند. هالبی بیشتر کاربرد دادوستدی داشته و ادبیات آن خُرد است. برای نگارش آن از خط دیواناگری بهره‌می‌برند.